# Guidaloste Vergiolesi
Guidaloste Vergiolesi (... – 1286) è stato un vescovo cattolico italiano, dal 1252 al 1283 vescovo di Pistoia.

## Biografia
Guidaloste Vergiolesi nacque in data sconosciuta.
Venne chiamato alla guida della Chiesa Pistoiese nel 1252, dopo la morte del Vescovo Graziano Berlinghieri. Quello del Vergiolesi è stato un Vescovato molto lungo, durò ben 31 anni, più lungo addirittura di quello del suo predecessore che era stato in carica per 27 anni (dal 1223 al 1250).
Il suo predecessore era deceduto il 7 gennaio 1250 e la sede rimase vacante per oltre due anni, perché il Capitolo Pistoiese non riusciva a trovare un accordo sul nominativo del nuovo Vescovo, a causa della sanguinosa lotta tra la fazione dei Guelfi e dei Ghibellini che stava avendo luogo a Pistoia.
Lo stesso Pontefice vedendo la ritardata elezione al successore di Berlinghieri nell'aprile del 1252 scrisse al Proposto del Capitolo di Pistoia affinché entro otto giorni avvenisse l'elezione del nuovo Vescovo. Guidaloste Vergiolesi venne quindi eletto dal capitolo di Pistoia Vescovo di quella città e consacrato in quello stesso anno da Innocenzo IX.
Guidaloste Vergiolesi rinunciò alla carica vescovile nel 1283. I motivi di tale rinuncia non sono chiari: si può presumere che il Vergiolesi oramai anziano avesse problemi di salute o non si sentisse più le energie per gestire un Vescovado di una città scossa da sanguinose guerre intestine.
Nel 1284 gli fu successore Tommaso Andrei, consacrato da papa Onorio IV nel 1285.
Il Vergiolesi morì nel 1286.